# Ле-Гран-Бур (кантон)
Ле-Гран-Бур (фр. Le Grand-Bourg) — кантон во Франции, находится в регионе Лимузен. Департамент кантона — Крёз. Входит в состав округа Гере. Население кантона на 2006 год составляло 3897 человек.
Код INSEE кантона 2318. Всего в кантон Ле-Гран-Бур входят 7 коммун, из них главной коммуной является Ле-Гран-Бур.

## Коммуны кантона
- Шамборан — население 235 чел.
- Флёра — население 261 чел.
- Ле-Гран-Бур — население 1208 чел.
- Лизьер — население 260 чел.
- Сент-Этьен-де-Фюрсак — население 842 чел.
- Сен-Пьер-де-Фюрсак — население 808 чел.
- Сен-Приест-ла-Плен — население 283 чел.